# هو فيه كده (فلم)
هو فيه كده فيلم مصري من إنتاج عام 2013.

## القصة
تدور أحداث الفيلم في إطار اجتماعي حيث فتاة تنزح من الصعيد للعمل بالقاهرة؛ وهناك تواجهها مشاكل وعراقيل تحاول في بدء الأمر مواكبتها والتغلب عليها، إلا أن الظروف تضطرها إلى التخلي عن عاداتها وتقاليدها الشرقية وخاصة تقاليد قريتها.

## طاقم التمثيل
- رانيا يوسف
- روان الفؤاد
- أحمد عزمي
- لطفي لبيب
- أشرف مصيلحي
- علاء مرسي
- سميرة عبد العزيز
- جمال إسماعيل
- أحمد حلاوة
- محمود عبد الغفار
- ميسرة
- بدرية طلبة

## روابط خارجية
- مقالات تستعمل روابط فنية بلا صلة مع ويكي بيانات